# Decuana hispida
Decuana hispida là một loài nhện trong họ Oonopidae.
Loài này thuộc chi Decuana. Decuana hispida được miêu tả năm 1987 bởi Dumitrescu & Georgescu.